# Сијамски крокодил
Сијамски крокодил (Crocodylus siamensis) је гмизавац из реда Crocodylia.

## Угроженост
Ова врста је крајње угрожена и у великој опасности од изумирања.

## Распрострањење
Ареал врсте покрива средњи број држава. 
Врста има станиште у Камбоџи, Индонезији, Малезији и Камбоџи. Присуство је непотврђено у Брунеју, Лаосу, и Бурми. Врста је можда изумрла у Тајланду.

## Станиште
Станишта врсте су мочварна подручја, језера и језерски екосистеми, речни екосистеми и слатководна подручја.

## Начин живота
Врста Crocodylus siamensis прави гнезда.